# Anything in Return
Anything in Return é o terceiro álbum de estúdio do artista musical estadunidense Toro y Moi. O seu lançamento ocorreu em 16 de janeiro de 2013 através da Carpark Records.

## Lista de faixas
| N.º | Título            | Duração |  |
| 1.  | "Harm in Change"  | 4:01    |  |
| 2.  | "Say That"        | 4:44    |  |
| 3.  | "So Many Details" | 4:46    |  |
| 4.  | "Rose Quartz"     | 4:13    |  |
| 5.  | "Touch"           | 2:38    |  |
| 6.  | "Cola"            | 3:33    |  |
| 7.  | "Studies"         | 4:02    |  |
| 8.  | "High Living"     | 4:19    |  |
| 9.  | "Grown Up Calls"  | 3:28    |  |
| 10. | "Cake"            | 3:53    |  |
| 11. | "Day One"         | 4:17    |  |
| 12. | "Never Matter"    | 4:18    |  |
| 13. | "How's It Wrong"  | 3:54    |  |

## Desempenho nas tabelas musicais

### Posições
| Tabela musical (2013)                    | Melhor posição |
| ---------------------------------------- | -------------- |
| Bélgica (Ultratop 50 de Flandres)        | 190            |
| Estados Unidos (Billboard 200)           | 60             |
| Estados Unidos (Alternative Albums)      | 14             |
| Estados Unidos (Dance/Electronic Albums) | 1              |
| Estados Unidos (Independent Albums)      | 9              |